# 1931–1932-es magyar labdarúgókupa
Az 1931–1932-es magyar kupa a sorozat 14. kiírása volt, melyen az MTK csapata 7. alkalommal diadalmaskodott. 

## Döntő
| 1. csapat | Eredmény | 2. csapat |
| --------- | -------- | --------- |
| Hungária  | 5–4      | FTC       |

| 1932. június 5. |

| Hungária | 1–1 | FTC |
| -------- | --- | --- |
|          |     |     |

| Üllői úti pálya, Budapest Nézőszám: 9000 Játékvezető: Juhász Attila dr. (magyar) |

Mivel a mérkőzés 1–1-es döntetlent hozott, a szabályok értelmében az MLSZ megismételtette a mérkőzést.

### Megismételt döntő
| 1932. szeptember 7. |

| Hungária | 4–3 | FTC |
| -------- | --- | --- |
|          |     |     |

| Hungária krt., Budapest Nézőszám: 8000 Játékvezető: Gombos Géza (magyar) |

## Külső hivatkozások
- 1931–1932-es magyar labdarúgókupa. magyarfutball.hu. (Hozzáférés: 2014. augusztus 9.)
- 1931–1932-es magyar labdarúgókupa. huszadikszazad.hu. (Hozzáférés: 2014. augusztus 9.)